# 豬頭漢堡包3
《豬頭漢堡包3》（英語：A Very Harold & Kumar 3D Christmas）是一部2011年發行的3D電影，由Todd Strauss-Schulson執導，強·赫維茲、海登·施拉茲伯格編劇，並由約翰·趙、凱爾朋·蘇雷什·默迪、尼爾·柏德烈·夏里斯主演。故事大意為哈羅德(Harold) (約翰·趙飾演)與庫馬爾(Kumar) (凱爾朋飾演)，經過六年後，兩個朋友已漸漸疏遠，在耶誕假期的時候，由於哈羅德為了買耶誕樹無意間遇上了庫瑪爾，哈羅德為了買到耶誕樹再次與庫瑪爾進行奇怪的旅程。本部電影是豬頭漢堡包2的續集，以及豬頭漢堡包系列的第三集。本部電影於2011年11月4日，並首次以3D的方式上映。

## 劇情大意
本電影接續在豬頭漢堡包2的六年後，原本的好朋友哈羅德，與庫瑪爾兩人分道揚鑣，各有各自的生活。哈羅德已經成為事業成功的商人，戒除了抽大麻的習慣，並且已經跟當初的女朋友瑪麗亞(Maria)結婚。庫瑪爾依然過著頹廢的生活，並且整天抽大麻，由於頹廢的生活，使得庫瑪爾的女朋友凡妮莎(Vanessa)處在不是相當好的狀態。然而凡妮莎發現自己懷孕了。同時，瑪麗亞的父親派勒茲先生(Mr. Perez)準備在耶誕節假期過來瑪麗亞和哈羅德的家過耶誕節。 派勒茲先生並不喜歡哈羅德，他來到哈羅德的家中，看到哈羅德使用塑膠的耶誕樹，非常不欣賞。原來派勒茲先生的母親去買耶誕樹的時候被韓國流氓殺了，所以派勒茲先生非常討厭韓國人，並且送了它們一株親自種的耶誕樹。同時，庫瑪爾收到了一個給哈羅德的包裹，庫瑪決定親自送給哈羅德。
哈羅德打開包裹後，發現裡面是一支大麻煙，庫瑪爾決定抽大麻，但是哈羅德把它丟了。由於陰錯陽差，那支大麻煙點燃了耶誕樹，燒了起來。因此哈羅德只能自己去買。然而庫瑪爾和他的朋友安卓(Adrian)準備去買耶誕樹賠哈羅德，而哈羅德也跟他的朋友陶德(Todd)過來買最後一株耶誕樹，結果兩組人馬在路上遇到了，但是卻發生車禍把耶誕樹又燒了。安卓表示他要去一場派對，哈羅德看到派對裡面有耶誕樹，就決定去那個派對把樹偷出來。一夥人來到派對之後，安卓與主辦派對的小女孩瑪莉(Mary)準備上床，後來才發現原來這個小女孩是一個幫派老大Sergei Katsov的女兒。而這時老大回來，他看到這群人異常憤怒，而哈羅德與庫瑪爾就一同跑走。而安卓和陶德就躲在老大家中的衣物間。哈羅德和庫瑪爾跑到街上看到一間教堂，準備進去偷耶誕樹，然而陰錯陽差被一個劇場的工作人員抓他們兩人進去排演一個節目，原來那是一個耶誕特別節目，由尼爾·柏德烈·夏里斯主秀，而且有耶誕樹。兩人趁休息時間摸進去尼爾的休息室，與尼爾交涉。而且兩人最大的疑惑是，明明六年前他們與尼爾一同出去的時候，尼爾已經被妓院老闆開槍殺了，為什麼現在還活著。尼爾解釋說因為他到了天堂之後，把走了耶穌的女朋友，耶穌憤怒之下把他趕回人間。尼爾最後送給他們耶誕樹和一個鬆餅機器人(Wafflebot)。
兩人準備回家的時候，卻被幫派老大的手下抓手，兩人在鬆餅機器人的幫忙下脫逃之後，哈羅德準備放棄回家，就在哈羅德開槍試圖引起注意的時候，卻誤傷了耶誕老人。幸好在曾經學過醫庫瑪爾的緊急急救下，救回了耶誕老人，耶誕老人於是送他們回家。耶誕老人最後坦承說一開始的大麻煙是他送的，這是為了讓他們兩人和好。最後派勒茲先生還是發現耶誕樹不見了，在哈羅德勇敢解釋下，派勒茲先生認同了哈羅德。原來派勒茲先生比較欣賞有種的男人，因此兩人的關係改善。庫瑪爾最後回到凡妮莎的住處，解釋他可以接受懷孕這件事，而凡妮莎也原諒了庫瑪爾。第二天早上，哈羅德等人驚喜的發現家門口多了一株耶誕樹，現場還留了一頂耶誕帽，應該是耶誕老人送的。最後庫瑪爾和哈羅德就在家門口抽大麻煙，結束整個耶誕假期。

## 演員與角色
- 約翰·趙 飾演 哈洛德‧李(Harold Lee)
- 凱爾朋·蘇雷什·默迪 飾演 庫瑪爾(Kumar Patel)
- 尼爾·柏德烈·夏里斯 飾演 尼爾·柏德烈·夏里斯
- 丹尼·特喬 飾演 派勒茲先生(Mr. Perez)
- Danneel Harris 飾演 凡妮莎(Vanessa Fanning)
- Elias Koteas 飾演 Sergei Katsov，黑道老大
- Paula Garcés 飾演 瑪麗亞(Maria Perez-Lee)
- Thomas Lennon 飾演 陶德(Todd)
- 帕頓·奧斯瓦爾特 飾演 百貨公司的聖誕老人(Larry Juston/Mall Santa)
- Eddie Kaye Thomas 飾演 安迪(Andy Rosenberg)
- David Krumholtz 飾演 賽斯(Seth Goldstein)
- Amir Blumenfeld 飾演 安卓(Adrian)
- Richard Riehle 飾演 真正的耶誕老人(Santa Claus)
- Jordan Hinson 飾演 瑪莉(Mary)，黑道老大的女兒
- John Hoogenakker 飾演 Gustav
- Jake Johnson 飾演 耶穌(Jesus)
- Bobby Lee 飾演 Kenneth Park
- Yasen Peyankov 飾演 Yuri
- Melissa Ordway 飾演 Gracie
- RZA 飾演 Lamar
- Da 'Vone McDonald 飾演 Latrell
- Brett Gelman 飾演 T.V. Director
- David Burtka 飾演 David Burtka

## 製作過程
2009年4月，凱爾朋·蘇雷什·默迪接受美國白宮的對外聯絡辦公室副總監的職位(歐巴馬政權)；當被提問到這是否表示將不再有「豬頭漢堡包」的系列電影，凱爾朋表示：「現階段是這樣」(That's probably true for now)然而，2009年5月7日宣布製作本部電影，並於2010年12月5日上映但可能延到2011年的新年假期ˊ期間。Jon Hurwitz 與 Hayden Schlossberg 將重回本劇組擔任編劇，而 Todd Strauss-Schulson 擔任導演，Greg Shapiro 擔任製作人。凱爾朋於2010年6月1日結束了在白宮的工作，並重拾演員工作參與本部電影的演出。
本部電影在2010年6月到8月間於底特律，洛杉磯以及紐約，並首次使用3D技術進行拍攝。本電影在2011年11月4日，以3D形式上映。
結束拍攝之後，凱爾朋回到白宮工作。約翰·趙與凱爾朋分別到不同的大學城進行宣傳。在不同大學宣傳的時候，都會分送一卡車的零食給學生。Cho and Penn went on a tour to promote the film in different college towns. At each stop they had a bus hand out "munchies".

## 迴響

### 評論
大致上本部電影都收到正面評價。知名電影評論網站爛番茄當中，新鮮度為69%(來自121位評論者的意見)，給予正面的評價。平均分數為6.2(滿分10分)。爛番茄認為「依然瘋狂、無禮，打帶跑，這次的「哈洛德與庫爾瑪」還是存有耶誕奇蹟：觀眾可以看到這兩人的良善的那一面」("Still raunchy, still irreverent, and still hit-and-miss, this Harold & Kumar outing also has a Christmas miracle: The audience gets to see the sweeter side of the duo.")另一個電影評論網站Metacritic，從來自28位評論者當中獲得了61分的成績。CinemaScore 則給予本片B的成績。(成績範圍為A+~F)
芝加哥太陽報的影評羅傑·艾伯特給予本部電影2.5顆星(滿分四顆星)，並認為：「這並沒有特別冒犯我，不過我並沒有笑得非常開心」("It's not that I was particularly offended; it's that I didn't laugh very much.")

### 票房
首映當週獲得第三名的成績，票房收入分別預測為1310萬美元以及較差的180萬美元。2012年1月12日於北美票房總收入為$35,061,031美元。

## 外部連結
- 互联网电影数据库（IMDb）上《豬頭漢堡包3》的资料（英文）
- AllMovie上《豬頭漢堡包3》的资料（英文）
- Box Office Mojo上《豬頭漢堡包3》的資料（英文）
- 豆瓣电影上《豬頭漢堡包3》的資料 （简体中文）
- 爛番茄上《豬頭漢堡包3》的資料（英文）
- Metacritic上《豬頭漢堡包3》的資料（英文）